# Concacaf Gold Cup 2025
Concacaf Gold Cup 2025 var en fotbollsturnering som spelas under 2025. Detta var den 18:e upplagan av Gold Cup som är Nord- och Centralamerika samt Karibiens fotbollsmästerskap anordnat av Concacaf.

## Kvalspel

### Kvalificerade lag
- Costa Rica
- Curaçao
- Dominikanska republiken
- El Salvador
- Guadeloupe
- Guatemala
- Haiti
- Honduras
- Jamaica
- Kanada (värdnation)
- Mexiko
- Panama
- Saudiarabien (inbjuden)
- Surinam
- Trinidad och Tobago
- USA (värdnation)

## Gruppspel

### Grupp A
| Nr | Lag                     | S | V | O | F | GM | IM | MS | P |
| -- | ----------------------- | - | - | - | - | -- | -- | -- | - |
| 1  | Mexiko                  | 3 | 2 | 1 | 0 | 5  | 2  | +3 | 7 |
| 2  | Costa Rica              | 3 | 2 | 1 | 0 | 6  | 4  | +2 | 7 |
| 3  | Dominikanska republiken | 3 | 0 | 1 | 2 | 3  | 5  | −2 | 1 |
| 4  | Surinam                 | 3 | 0 | 1 | 2 | 3  | 6  | −3 | 1 |

|             | 14 juni 2025 | Mexiko                                              | 3 – 2           | Dominikanska republiken              | SoFi Stadium                                             |                                                          |
| 19:15 UTC−7 | 19:15 UTC−7  | Edson Álvarez 44′ Raúl Jiménez 47′ César Montes 53′ | (1 – 0) Rapport | 51′ Peter González 67′ Edison Azcona | Inglewood Publik: 54 309 Domare: Oshane Nation (Jamaica) | Inglewood Publik: 54 309 Domare: Oshane Nation (Jamaica) |
| 19:15 UTC−7 | 19:15 UTC−7  |                                                     |                 |                                      | Inglewood Publik: 54 309 Domare: Oshane Nation (Jamaica) | Inglewood Publik: 54 309 Domare: Oshane Nation (Jamaica) |
| 19:15 UTC−7 | 19:15 UTC−7  |                                                     |                 |                                      | Inglewood Publik: 54 309 Domare: Oshane Nation (Jamaica) | Inglewood Publik: 54 309 Domare: Oshane Nation (Jamaica) |

|             | 15 juni 2025 | Costa Rica                                                                       | 4 – 3           | Surinam                                                           | Snapdragon Stadium                                  |                                                     |
| 20:00 UTC−7 | 20:00 UTC−7  | Alonso Martínez 14′ Manfred Ugalde 19′ (str.), 90+13′ (str.) Josimar Alcócer 76′ | (2 – 1) Rapport | 34′ Gyrano Kerk 59′ Richonell Margaret 64′ (str.) Shaquille Pinas | San Diego Publik: 7 736 Domare: Joe Dickerson (USA) | San Diego Publik: 7 736 Domare: Joe Dickerson (USA) |
| 20:00 UTC−7 | 20:00 UTC−7  |                                                                                  |                 |                                                                   | San Diego Publik: 7 736 Domare: Joe Dickerson (USA) | San Diego Publik: 7 736 Domare: Joe Dickerson (USA) |
| 20:00 UTC−7 | 20:00 UTC−7  |                                                                                  |                 |                                                                   | San Diego Publik: 7 736 Domare: Joe Dickerson (USA) | San Diego Publik: 7 736 Domare: Joe Dickerson (USA) |

|             | 18 juni 2025 | Costa Rica                                    | 2 – 1           | Dominikanska republiken | AT&T Stadium                                         |                                                      |
| 18:00 UTC−5 | 18:00 UTC−5  | Manfred Ugalde 44′ (str.) Josimar Alcócer 85′ | (1 – 1) Rapport | 16′ Joao Urbáez         | Arlington Publik: 34 015 Domare: Lukasz Szpala (USA) | Arlington Publik: 34 015 Domare: Lukasz Szpala (USA) |
| 18:00 UTC−5 | 18:00 UTC−5  |                                               |                 |                         | Arlington Publik: 34 015 Domare: Lukasz Szpala (USA) | Arlington Publik: 34 015 Domare: Lukasz Szpala (USA) |
| 18:00 UTC−5 | 18:00 UTC−5  |                                               |                 |                         | Arlington Publik: 34 015 Domare: Lukasz Szpala (USA) | Arlington Publik: 34 015 Domare: Lukasz Szpala (USA) |

|             | 18 juni 2025 | Surinam | 0 – 2           | Mexiko                | AT&T Stadium                                             |                                                          |
| 21:00 UTC−5 | 21:00 UTC−5  |         | (0 – 0) Rapport | 57′, 63′ César Montes | Arlington Publik: 34 015 Domare: Selvin Brown (Honduras) | Arlington Publik: 34 015 Domare: Selvin Brown (Honduras) |
| 21:00 UTC−5 | 21:00 UTC−5  |         |                 |                       | Arlington Publik: 34 015 Domare: Selvin Brown (Honduras) | Arlington Publik: 34 015 Domare: Selvin Brown (Honduras) |
| 21:00 UTC−5 | 21:00 UTC−5  |         |                 |                       | Arlington Publik: 34 015 Domare: Selvin Brown (Honduras) | Arlington Publik: 34 015 Domare: Selvin Brown (Honduras) |

|             | 22 juni 2025 | Mexiko | 0 – 0   | Costa Rica | Allegiant Stadium                                         |                                                           |
| 19:00 UTC−7 | 19:00 UTC−7  |        | Rapport |            | Paradise Publik: 35 000 Domare: Mario Escobar (Guatemala) | Paradise Publik: 35 000 Domare: Mario Escobar (Guatemala) |
| 19:00 UTC−7 | 19:00 UTC−7  |        |         |            | Paradise Publik: 35 000 Domare: Mario Escobar (Guatemala) | Paradise Publik: 35 000 Domare: Mario Escobar (Guatemala) |
| 19:00 UTC−7 | 19:00 UTC−7  |        |         |            | Paradise Publik: 35 000 Domare: Mario Escobar (Guatemala) | Paradise Publik: 35 000 Domare: Mario Escobar (Guatemala) |

|             | 22 juni 2025 | Dominikanska republiken | 0 – 0   | Surinam | AT&T Stadium                                                  |                                                               |
| 21:00 UTC−5 | 21:00 UTC−5  |                         | Rapport |         | Arlington Publik: 20 918 Domare: Ismael Cornejo (El Salvador) | Arlington Publik: 20 918 Domare: Ismael Cornejo (El Salvador) |
| 21:00 UTC−5 | 21:00 UTC−5  |                         |         |         | Arlington Publik: 20 918 Domare: Ismael Cornejo (El Salvador) | Arlington Publik: 20 918 Domare: Ismael Cornejo (El Salvador) |
| 21:00 UTC−5 | 21:00 UTC−5  |                         |         |         | Arlington Publik: 20 918 Domare: Ismael Cornejo (El Salvador) | Arlington Publik: 20 918 Domare: Ismael Cornejo (El Salvador) |

### Grupp B
| Nr | Lag         | S | V | O | F | GM | IM | MS | P |
| -- | ----------- | - | - | - | - | -- | -- | -- | - |
| 1  | Kanada      | 3 | 2 | 1 | 0 | 9  | 1  | +8 | 7 |
| 2  | Honduras    | 3 | 2 | 0 | 1 | 4  | 7  | −3 | 6 |
| 3  | Curaçao     | 3 | 0 | 2 | 1 | 2  | 3  | −1 | 2 |
| 4  | El Salvador | 3 | 0 | 1 | 2 | 0  | 4  | −4 | 1 |

|             | 17 juni 2025 | Curaçao | 0 – 0   | El Salvador | Paypal Park                                                 |                                                             |
| 17:15 UTC−7 | 17:15 UTC−7  |         | Rapport |             | San Jose Publik: 13 042 Domare: Katia Itzel García (Mexiko) | San Jose Publik: 13 042 Domare: Katia Itzel García (Mexiko) |
| 17:15 UTC−7 | 17:15 UTC−7  |         |         |             | San Jose Publik: 13 042 Domare: Katia Itzel García (Mexiko) | San Jose Publik: 13 042 Domare: Katia Itzel García (Mexiko) |
| 17:15 UTC−7 | 17:15 UTC−7  |         |         |             | San Jose Publik: 13 042 Domare: Katia Itzel García (Mexiko) | San Jose Publik: 13 042 Domare: Katia Itzel García (Mexiko) |

|             | 17 juni 2025 | Kanada                                                                                          | 6 – 0           | Honduras | BC Place                                                   |                                                            |
| 19:30 UTC−7 | 19:30 UTC−7  | Niko Sigur 27′ Tani Oluwaseyi 45+2′ Tajon Buchanan 48′, 65′ Promise David 75′ Nathan Saliba 90′ | (2 – 0) Rapport |          | Vancouver Publik: 24 286 Domare: Mario Escobar (Guatemala) | Vancouver Publik: 24 286 Domare: Mario Escobar (Guatemala) |
| 19:30 UTC−7 | 19:30 UTC−7  |                                                                                                 |                 |          | Vancouver Publik: 24 286 Domare: Mario Escobar (Guatemala) | Vancouver Publik: 24 286 Domare: Mario Escobar (Guatemala) |
| 19:30 UTC−7 | 19:30 UTC−7  |                                                                                                 |                 |          | Vancouver Publik: 24 286 Domare: Mario Escobar (Guatemala) | Vancouver Publik: 24 286 Domare: Mario Escobar (Guatemala) |

|             | 21 juni 2025 | Curaçao                | 1 – 1           | Kanada           | Shell Energy Stadium                                      |                                                           |
| 18:00 UTC−5 | 18:00 UTC−5  | Jeremy Antonisse 90+4′ | (0 – 1) Rapport | 9′ Nathan Saliba | Houston Publik: 20 536 Domare: Juan Calderón (Costa Rica) | Houston Publik: 20 536 Domare: Juan Calderón (Costa Rica) |
| 18:00 UTC−5 | 18:00 UTC−5  |                        |                 |                  | Houston Publik: 20 536 Domare: Juan Calderón (Costa Rica) | Houston Publik: 20 536 Domare: Juan Calderón (Costa Rica) |
| 18:00 UTC−5 | 18:00 UTC−5  |                        |                 |                  | Houston Publik: 20 536 Domare: Juan Calderón (Costa Rica) | Houston Publik: 20 536 Domare: Juan Calderón (Costa Rica) |

|             | 21 juni 2025 | Honduras                              | 2 – 0           | El Salvador | Shell Energy Stadium                                                |                                                                     |
| 21:00 UTC−5 | 21:00 UTC−5  | Romell Quioto 33′ Dixon Ramírez 90+5′ | (1 – 0) Rapport |             | Houston Publik: 20 536 Domare: Walter López Castellanos (Guatemala) | Houston Publik: 20 536 Domare: Walter López Castellanos (Guatemala) |
| 21:00 UTC−5 | 21:00 UTC−5  |                                       |                 |             | Houston Publik: 20 536 Domare: Walter López Castellanos (Guatemala) | Houston Publik: 20 536 Domare: Walter López Castellanos (Guatemala) |
| 21:00 UTC−5 | 21:00 UTC−5  |                                       |                 |             | Houston Publik: 20 536 Domare: Walter López Castellanos (Guatemala) | Houston Publik: 20 536 Domare: Walter López Castellanos (Guatemala) |

|             | 24 juni 2025 | Honduras                           | 2 – 1           | Curaçao                    | Paypal Park                                             |                                                         |
| 19:00 UTC−7 | 19:00 UTC−7  | Jorge Álvarez 32′ Luis Palma 90+1′ | (1 – 1) Rapport | 42′ (sjm.) Edrick Menjívar | San Jose Publik: 10 935 Domare: Oshane Nation (Jamaica) | San Jose Publik: 10 935 Domare: Oshane Nation (Jamaica) |
| 19:00 UTC−7 | 19:00 UTC−7  |                                    |                 |                            | San Jose Publik: 10 935 Domare: Oshane Nation (Jamaica) | San Jose Publik: 10 935 Domare: Oshane Nation (Jamaica) |
| 19:00 UTC−7 | 19:00 UTC−7  |                                    |                 |                            | San Jose Publik: 10 935 Domare: Oshane Nation (Jamaica) | San Jose Publik: 10 935 Domare: Oshane Nation (Jamaica) |

|             | 24 juni 2025 | Kanada                                | 2 – 0           | El Salvador | Shell Energy Stadium                               |                                                    |
| 21:00 UTC−5 | 21:00 UTC−5  | Jonathan David 53′ Tajon Buchanan 56′ | (0 – 0) Rapport |             | Houston Publik: 14 994 Domare: Joe Dickerson (USA) | Houston Publik: 14 994 Domare: Joe Dickerson (USA) |
| 21:00 UTC−5 | 21:00 UTC−5  |                                       |                 |             | Houston Publik: 14 994 Domare: Joe Dickerson (USA) | Houston Publik: 14 994 Domare: Joe Dickerson (USA) |
| 21:00 UTC−5 | 21:00 UTC−5  |                                       |                 |             | Houston Publik: 14 994 Domare: Joe Dickerson (USA) | Houston Publik: 14 994 Domare: Joe Dickerson (USA) |

### Grupp C
| Nr | Lag        | S | V | O | F | GM | IM | MS | P |
| -- | ---------- | - | - | - | - | -- | -- | -- | - |
| 1  | Panama     | 3 | 3 | 0 | 0 | 10 | 3  | +7 | 9 |
| 2  | Guatemala  | 3 | 2 | 0 | 1 | 4  | 3  | +1 | 6 |
| 3  | Jamaica    | 3 | 1 | 0 | 2 | 3  | 6  | −3 | 3 |
| 4  | Guadeloupe | 3 | 0 | 0 | 3 | 5  | 10 | −5 | 0 |

|             | 16 juni 2025 | Panama                                                                                      | 5 – 2           | Guadeloupe                                   | Dignity Health Sports Park                                |                                                           |
| 16:00 UTC−7 | 16:00 UTC−7  | Cristian Martínez 6′ Ismael Díaz 13′, 17′ Eduardo Guerrero 22′ (str.) Tomás Rodríguez 90+2′ | (4 – 1) Rapport | 29′ Jordan Leborgne 71′ (str.) Florian David | Carson Publik: 18 262 Domare: Keylor Herrera (Costa Rica) | Carson Publik: 18 262 Domare: Keylor Herrera (Costa Rica) |
| 16:00 UTC−7 | 16:00 UTC−7  |                                                                                             |                 |                                              | Carson Publik: 18 262 Domare: Keylor Herrera (Costa Rica) | Carson Publik: 18 262 Domare: Keylor Herrera (Costa Rica) |
| 16:00 UTC−7 | 16:00 UTC−7  |                                                                                             |                 |                                              | Carson Publik: 18 262 Domare: Keylor Herrera (Costa Rica) | Carson Publik: 18 262 Domare: Keylor Herrera (Costa Rica) |

|             | 16 juni 2025 | Jamaica | 0 – 1           | Guatemala        | Dignity Health Sports Park                               |                                                          |
| 19:00 UTC−7 | 19:00 UTC−7  |         | (0 – 1) Rapport | 32′ Óscar Santis | Carson Publik: 18 262 Domare: Juan Calderón (Costa Rica) | Carson Publik: 18 262 Domare: Juan Calderón (Costa Rica) |
| 19:00 UTC−7 | 19:00 UTC−7  |         |                 |                  | Carson Publik: 18 262 Domare: Juan Calderón (Costa Rica) | Carson Publik: 18 262 Domare: Juan Calderón (Costa Rica) |
| 19:00 UTC−7 | 19:00 UTC−7  |         |                 |                  | Carson Publik: 18 262 Domare: Juan Calderón (Costa Rica) | Carson Publik: 18 262 Domare: Juan Calderón (Costa Rica) |

|             | 20 juni 2025 | Jamaica                           | 2 – 1           | Guadeloupe          | PayPal Park                                                          |                                                                      |
| 16:45 UTC−7 | 16:45 UTC−7  | Leon Bailey 41′ Jon Russell 45+4′ | (2 – 1) Rapport | 32′ Thierry Ambrose | San Jose Publik: 2 405 Domare: Kwinsi Williams (Trinidad och Tobago) | San Jose Publik: 2 405 Domare: Kwinsi Williams (Trinidad och Tobago) |
| 16:45 UTC−7 | 16:45 UTC−7  |                                   |                 |                     | San Jose Publik: 2 405 Domare: Kwinsi Williams (Trinidad och Tobago) | San Jose Publik: 2 405 Domare: Kwinsi Williams (Trinidad och Tobago) |
| 16:45 UTC−7 | 16:45 UTC−7  |                                   |                 |                     | San Jose Publik: 2 405 Domare: Kwinsi Williams (Trinidad och Tobago) | San Jose Publik: 2 405 Domare: Kwinsi Williams (Trinidad och Tobago) |

|             | 20 juni 2025 | Guatemala | 0 – 1           | Panama              | Q2 Stadium                                             |                                                        |
| 21:00 UTC−5 | 21:00 UTC−5  |           | (0 – 1) Rapport | 19′ Tomás Rodríguez | Austin Publik: 12 829 Domare: Adonai Escobedo (Mexiko) | Austin Publik: 12 829 Domare: Adonai Escobedo (Mexiko) |
| 21:00 UTC−5 | 21:00 UTC−5  |           |                 |                     | Austin Publik: 12 829 Domare: Adonai Escobedo (Mexiko) | Austin Publik: 12 829 Domare: Adonai Escobedo (Mexiko) |
| 21:00 UTC−5 | 21:00 UTC−5  |           |                 |                     | Austin Publik: 12 829 Domare: Adonai Escobedo (Mexiko) | Austin Publik: 12 829 Domare: Adonai Escobedo (Mexiko) |

|             | 24 juni 2025 | Panama                                              | 4 – 1           | Jamaica          | Q2 Stadium                                           |                                                      |
| 18:00 UTC−5 | 18:00 UTC−5  | Ismael Díaz 4′, 17′, 45′ (str.) Tomás Rodríguez 89′ | (3 – 1) Rapport | 27′ Amari'i Bell | Austin Publik: 3 283 Domare: Selvin Brown (Honduras) | Austin Publik: 3 283 Domare: Selvin Brown (Honduras) |
| 18:00 UTC−5 | 18:00 UTC−5  |                                                     |                 |                  | Austin Publik: 3 283 Domare: Selvin Brown (Honduras) | Austin Publik: 3 283 Domare: Selvin Brown (Honduras) |
| 18:00 UTC−5 | 18:00 UTC−5  |                                                     |                 |                  | Austin Publik: 3 283 Domare: Selvin Brown (Honduras) | Austin Publik: 3 283 Domare: Selvin Brown (Honduras) |

|             | 24 juni 2025 | Guadeloupe                                          | 2 – 3           | Guatemala                                                      | Shell Energy Stadium                                |                                                     |
| 18:00 UTC−5 | 18:00 UTC−5  | Ange-Freddy Plumain 50′ (str.) Matthias Phaëton 78′ | (0 – 2) Rapport | 13′ (str.) José Carlos Pinto 29′ Olger Escobar 70′ Rubio Rubin | Houston Publik: 19 417 Domare: Marco Ortíz (Mexiko) | Houston Publik: 19 417 Domare: Marco Ortíz (Mexiko) |
| 18:00 UTC−5 | 18:00 UTC−5  |                                                     |                 |                                                                | Houston Publik: 19 417 Domare: Marco Ortíz (Mexiko) | Houston Publik: 19 417 Domare: Marco Ortíz (Mexiko) |
| 18:00 UTC−5 | 18:00 UTC−5  |                                                     |                 |                                                                | Houston Publik: 19 417 Domare: Marco Ortíz (Mexiko) | Houston Publik: 19 417 Domare: Marco Ortíz (Mexiko) |

### Grupp D
| Nr | Lag                 | S | V | O | F | GM | IM | MS | P |
| -- | ------------------- | - | - | - | - | -- | -- | -- | - |
| 1  | USA                 | 3 | 3 | 0 | 0 | 8  | 1  | +7 | 9 |
| 2  | Saudiarabien        | 3 | 1 | 1 | 1 | 2  | 2  | 0  | 4 |
| 3  | Trinidad och Tobago | 3 | 0 | 2 | 1 | 2  | 7  | −5 | 2 |
| 4  | Haiti               | 3 | 0 | 1 | 2 | 2  | 4  | −2 | 1 |

|             | 15 juni 2025 | USA                                                                              | 5 – 0           | Trinidad och Tobago | PayPal Park                                              |                                                          |
| 15:00 UTC−7 | 15:00 UTC−7  | Malik Tillman 16′, 41′ Patrick Agyemang 44′ Brenden Aaronson 82′ Haji Wright 84′ | (3 – 0) Rapport |                     | San Jose Publik: 12 610 Domare: Adonai Escobedo (Mexiko) | San Jose Publik: 12 610 Domare: Adonai Escobedo (Mexiko) |
| 15:00 UTC−7 | 15:00 UTC−7  |                                                                                  |                 |                     | San Jose Publik: 12 610 Domare: Adonai Escobedo (Mexiko) | San Jose Publik: 12 610 Domare: Adonai Escobedo (Mexiko) |
| 15:00 UTC−7 | 15:00 UTC−7  |                                                                                  |                 |                     | San Jose Publik: 12 610 Domare: Adonai Escobedo (Mexiko) | San Jose Publik: 12 610 Domare: Adonai Escobedo (Mexiko) |

|             | 15 juni 2025 | Haiti | 0 – 1           | Saudiarabien               | Snapdragon Stadium                                                   |                                                                      |
| 17:15 UTC−7 | 17:15 UTC−7  |       | (0 – 1) Rapport | 21′ (str.) Saleh Al-Shehri | San Diego Publik: 7 736 Domare: Walter López Castellanos (Guatemala) | San Diego Publik: 7 736 Domare: Walter López Castellanos (Guatemala) |
| 17:15 UTC−7 | 17:15 UTC−7  |       |                 |                            | San Diego Publik: 7 736 Domare: Walter López Castellanos (Guatemala) | San Diego Publik: 7 736 Domare: Walter López Castellanos (Guatemala) |
| 17:15 UTC−7 | 17:15 UTC−7  |       |                 |                            | San Diego Publik: 7 736 Domare: Walter López Castellanos (Guatemala) | San Diego Publik: 7 736 Domare: Walter López Castellanos (Guatemala) |

|             | 19 juni 2025 | Trinidad och Tobago | 1 – 1           | Haiti                | Shell Energy Stadium                                       |                                                            |
| 17:45 UTC−5 | 17:45 UTC−5  | Justin Garcia 68′   | (0 – 0) Rapport | 49′ Frantzdy Pierrot | Houston Publik: 2 409 Domare: Ismael Cornejo (El Salvador) | Houston Publik: 2 409 Domare: Ismael Cornejo (El Salvador) |
| 17:45 UTC−5 | 17:45 UTC−5  |                     |                 |                      | Houston Publik: 2 409 Domare: Ismael Cornejo (El Salvador) | Houston Publik: 2 409 Domare: Ismael Cornejo (El Salvador) |
| 17:45 UTC−5 | 17:45 UTC−5  |                     |                 |                      | Houston Publik: 2 409 Domare: Ismael Cornejo (El Salvador) | Houston Publik: 2 409 Domare: Ismael Cornejo (El Salvador) |

|             | 19 juni 2025 | Saudiarabien | 0 – 1           | USA                | Q2 Stadium                                         |                                                    |
| 20:15 UTC−5 | 20:15 UTC−5  |              | (0 – 0) Rapport | 63′ Chris Richards | Austin Publik: 11 727 Domare: Marco Ortíz (Mexiko) | Austin Publik: 11 727 Domare: Marco Ortíz (Mexiko) |
| 20:15 UTC−5 | 20:15 UTC−5  |              |                 |                    | Austin Publik: 11 727 Domare: Marco Ortíz (Mexiko) | Austin Publik: 11 727 Domare: Marco Ortíz (Mexiko) |
| 20:15 UTC−5 | 20:15 UTC−5  |              |                 |                    | Austin Publik: 11 727 Domare: Marco Ortíz (Mexiko) | Austin Publik: 11 727 Domare: Marco Ortíz (Mexiko) |

|             | 22 juni 2025 | Saudiarabien          | 1 – 1           | Trinidad och Tobago | Allegiant Stadium                                           |                                                             |
| 16:00 UTC−7 | 16:00 UTC−7  | Firas Al-Buraikan 60′ | (0 – 1) Rapport | 10′ Dante Sealy     | Paradise Publik: 35 000 Domare: Keylor Herrera (Costa Rica) | Paradise Publik: 35 000 Domare: Keylor Herrera (Costa Rica) |
| 16:00 UTC−7 | 16:00 UTC−7  |                       |                 |                     | Paradise Publik: 35 000 Domare: Keylor Herrera (Costa Rica) | Paradise Publik: 35 000 Domare: Keylor Herrera (Costa Rica) |
| 16:00 UTC−7 | 16:00 UTC−7  |                       |                 |                     | Paradise Publik: 35 000 Domare: Keylor Herrera (Costa Rica) | Paradise Publik: 35 000 Domare: Keylor Herrera (Costa Rica) |

|             | 22 juni 2025 | USA                                    | 2 – 1           | Haiti                    | AT&T Stadium                                                 |                                                              |
| 18:00 UTC−5 | 18:00 UTC−5  | Malik Tillman 10′ Patrick Agyemang 78′ | (1 – 1) Rapport | 19′ Louicius Don Deedson | Arlington Publik: 20 918 Domare: Katia Itzel García (Mexiko) | Arlington Publik: 20 918 Domare: Katia Itzel García (Mexiko) |
| 18:00 UTC−5 | 18:00 UTC−5  |                                        |                 |                          | Arlington Publik: 20 918 Domare: Katia Itzel García (Mexiko) | Arlington Publik: 20 918 Domare: Katia Itzel García (Mexiko) |
| 18:00 UTC−5 | 18:00 UTC−5  |                                        |                 |                          | Arlington Publik: 20 918 Domare: Katia Itzel García (Mexiko) | Arlington Publik: 20 918 Domare: Katia Itzel García (Mexiko) |